# St Vedast Foster Lane

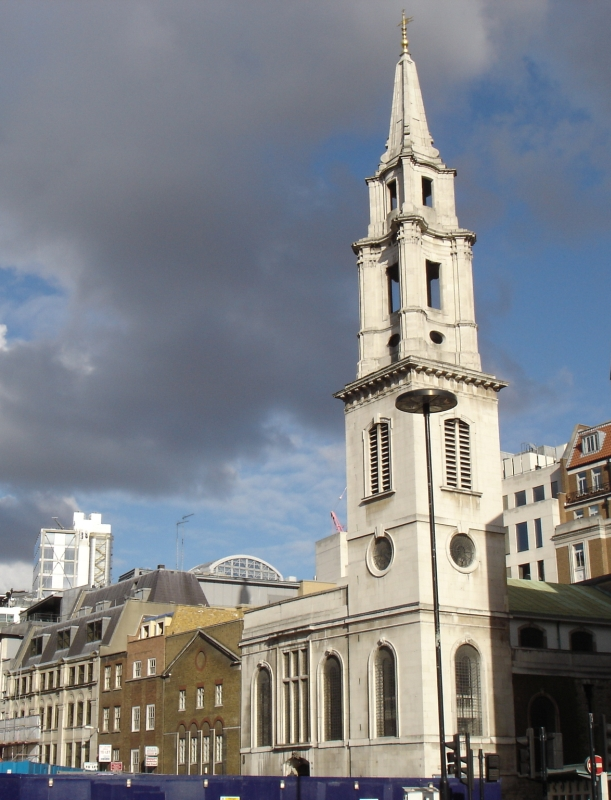
St Vedast Foster Lane, Fassade mit Turm

St Vedast Foster Lane ist ein anglikanisches Kirchengebäude im Londoner Innenstadtbezirk City of London.

## Geschichte

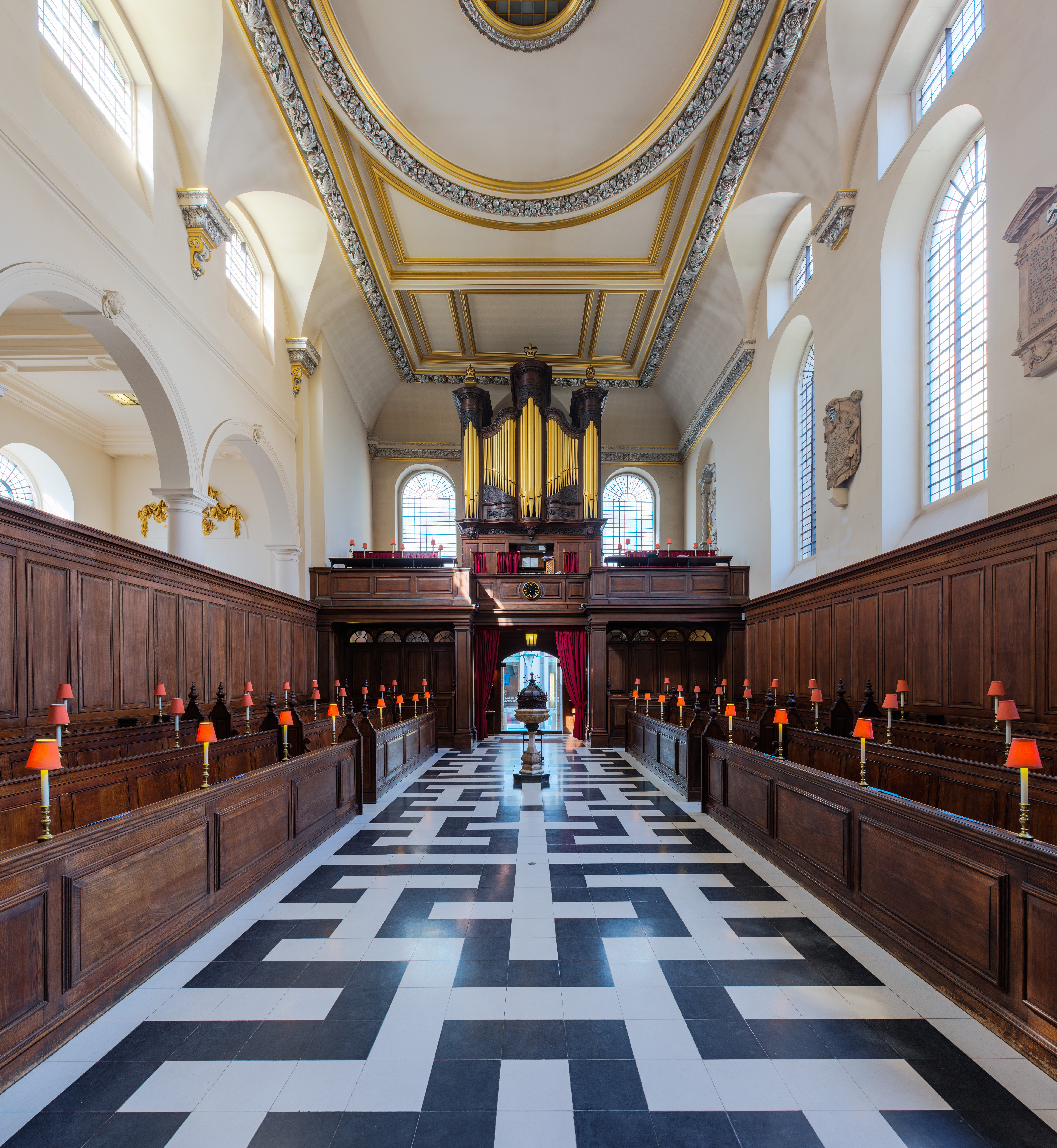
Innenansicht

Die um 1300 gegründete Kirche St Vedast, die ihr Patrozinium vom Heiligen Vedast, dem ersten Bischof von Arras und Cambrai, erhielt, war 1662 erneuert worden, bevor sie nur wenig später, 1666, beim Großen Brand von London so stark beschädigt wurde, dass sie an das staatliche Aufbauprogramm aufgenommen und 1670 bis 1673 durch Christopher Wren wurde. Durch die Wiederverwendung  der Umfassungsmauern wurde sie – ein einfacher Saalbau mit angefügtem niedrigem Seitenschiff – mit £ 1853 die kostengünstigste der Wren-Kirchen. Der mittelalterliche Kirchturm wurde 1694 niedergelegt und 1709 bis 1712 um £ 2958 von dem Wren-Mitarbeiter Nicholas Hawksmoor erneuert, der sich beim oberen Turmaufbau mit seinen geschwungenen Seiten und dem aufgesetzten Obelisk deutlich an Vorbilder der römischen Barockarchitektur orientierte.
Zerstörungen im Zweiten Weltkrieg hinterließen die Kirche als offene Ruine, die 1953 bis 1963 wiederaufgebaut und unter Verwendung historischer Ausstattungsstücke aus All Hallows Bread Street und  St Anne and St Agnes im Innern wiederhergestellt wurde. Die Orgel von 1731 stammte ursprünglich aus der 1840 abgebrochenen Kirche St Bartholomew-by-the-Exchange, von wo sie in den Neubau, 1902 nach St Alban-the-Martyr, Fulham und schließlich 1959 nach St Vedast übertragen wurde.